# Abderrazak El Albani
Abderrazak El Albani est un géologue, professeur à l'université de Poitiers. Il effectue ses recherches dans l'équipe HydrASA (Hydrogéologie, Argiles, Sols et Altérations), au sein de l'institut IC2MP, unité mixte de recherche de l'université de Poitiers et du CNRS (UMR 7285).

## Biographie
Géologue, né à Marrakech, il a effectué ses études à l'université Lille-I. Il a soutenu une thèse de doctorat de géologie et géochimie sédimentaire à cette même université en 1995. Pendant deux ans (1996 et 1998) il a effectué un séjour post-doctoral avec le soutien de la Fondation Alexander-von-Humboldt à l'université de Kiel, en Allemagne. Il a publié plusieurs articles scientifiques au sujet des paléoenvironnements, géobiologie et diagenèse dans les bassins sédimentaires.
Il intègre ensuite le laboratoire Hydrasa, (Université de Poitiers-CNRS) en 1999. Il est nommé professeur des Universités en 2011.

## Découverte majeure
En 2008, Abderrazak El Albani à la tête d'une équipe internationale a découvert des formes de vie fossiles multicellulaires macroscopiques dans un site fossilifère situé dans la province du Haut Ogooué au Gabon, connu sous le nom de groupe fossile de Franceville. En juillet 2010, ces travaux de recherche ont fait la couverture de la revue scientifique Nature.
L'étude de ces fossiles révèle l'émergence de la vie multicellulaire complexe et organisée dans des roches précambriennes datées de 2,1 milliards d'années,. La découverte de ces organismes a permis de repousser la date de l’émergence de la vie multicellulaire de 1,5 milliard d’années,.
Cette découverte permettrait également de réviser les connaissances quant à l’évolution de la biosphère sur Terre au cours son histoire,.

## Œuvres
- Abderrazak El Albani, Roberto Macchiarelli et Alain Meunier, Comment tout a commencé sur la Terre. Le récit d'une incroyable découverte., HumenSciences, 2019, 192 p. (ISBN 978-2-37931-033-1)
- Abderrazak El Albani, Roberto Macchiarelli et Alain Meunier, Aux origines de la vie - une nouvelle histoire de l'évolution, Paris, Dunod, 2016, 224 p. (ISBN 978-2-10-073791-8)
- Troppenz, U.-M., Schmälzle, D. 2015. Wohin die Spuren führen - das neue Bild des Präkambriums: Franceville-, Montana und Ediacarafauna. Tetrada Parchim, 192 p., 162 photos en couleur, 2 tables chronologiques.  (ISBN 978-3-00-047871-0).
- Troppenz, U.-M. 2017. The New Precambrian - no "boring", but bustling billions in a succession of evolutions and global catastrophes. Tetrada Parchim, 140 p., 115 photos en couleur, 2 tables chronologiques.  (ISBN 978-3-00-054215-2).